# 中越高等學校
中越高等學校是位於新潟縣長岡市新保町地區的私立高等學校。
該校棒球部自1980年代起成為新潟縣內的常勝軍，曾多次成為新潟代表參加全國高等學校棒球錦標賽，至今已累積參加超過十次。

## 歷史
學校的前身可以追溯至由齋藤由松在1905年為做為新潟縣長岡女子師範學校預備校所開設的私塾「齋藤女學館」，1921年更名為「齋藤女學校」隔年正式成為實業學校，1928年更名為「長岡高等家政女學校」，1944年更名為「長岡女子商業學校」，1945年更名為「長岡高等家政女學校」。
1948年配合日本的學制改革更名為「長岡家政學園中學校及高等學校」，在1956年停辦中學校，並開始招收男性學生並更名為「中越高等學校」。